# 大码头镇
大码头镇，是中华人民共和国山東省东营市广饶县下辖的一个乡镇级行政单位。

## 行政区划
大码头镇下辖以下地区：
小码头前村、小码头后村、大码头一村、大码头二村、大码头三村、央上一村、央上二村、央上三村、央上四村、央上五村、新立村、屋子村、东常徐村、义和村、小丁家村、东燕村、南堤村、北堤村、杨宅村、高港村、东北坞村、西刘桥村、小刘桥村、东河口村、西河口村、东流桥村、北辛村、乌河村、蒋官村、李官村、石碑村、西燕村、桑科一村、桑科二村、桑科三村、前桑村和房家村。

## 人口
2010年中国第六次人口普查时，大码头镇共有人口44157人。共有家庭16092户，平均每户2.72人。14岁以下的少年儿童共7016人，占总人口15.88%；15-64岁人口共31571人，占总人口71.49%；65岁及以上的老年人共5570人，占总人口的12.61%。男性共计22097人，占总人口50.04%；女性共计22060，占总人口49.95%。本地居住的人口中，拥有本地户籍的人口为42488人，占96.22%。